# Тронтано
Тронтано (итал. Trontano) — коммуна в Италии, располагается в регионе Пьемонт, в провинции Вербано-Кузьо-Оссола.
Население составляет 1703 человека (2008 г.), плотность населения составляет 30 чел./км². Занимает площадь 57 км². Почтовый индекс — 28030. Телефонный код — 0324.
В коммуне 8 сентября особо празднуется Рождество Пресвятой Богородицы.

## Демография
Динамика населения:

## Администрация коммуны
- Официальный сайт: http://www.comune.trontano.vb.it